# This Christmas
„This Christmas” – świąteczna piosenka i singel amerykańskiego muzyka soulowego Donny’ego Hathawaya z 1970 roku. Piosenka zyskała ponowną popularność, gdy w 1991 znalazła się na trackliście zaktualizowanej edycji albumu kompilacyjnego Soul Christmas, wydanego oryginalnie przez Atco Records w 1968 roku. Od tego czasu stała się szlagierem świątecznym, a Amerykańskie Stowarzyszenie Kompozytorów, Autorów i Wydawców (ASCAP) informuje, że jest to 30. najczęściej wykonywany utwór świąteczny wszech czasów.
Uznany muzyk jazzowy i bluesowy Phil Upchurch uznał, że jest to „pierwsza piosenka o tematyce bożonarodzeniowej napisana przez Afroamerykanów”. Jej autorami są Hathaway i Nadine McKinnor.
Lista utworów
| 1. | „This Christmas” | 3:05  |
|    |                  |       |
| 2. | „Be There”       | 3:00  |
|    |                  |       |
|    |                  | 06:05 |
|    |                  |       |
Pozycje na listach przebojów
| Kraj/region       | Notowanie (1970–2023)          | Wydawca       | Najwyższa pozycja |
| ----------------- | ------------------------------ | ------------- | ----------------- |
| Stany Zjednoczone | Billboard Global 200           | Billboard     | 62                |
| Stany Zjednoczone | Billboard Hot 100              | Billboard     | 37                |
| Stany Zjednoczone | Billboard Japan Hot 100        | Billboard     | 47                |
| Stany Zjednoczone | Holiday 100                    | Billboard     | 25                |
| Stany Zjednoczone | Holiday Digital Song Sales     | Billboard     | 32                |
| Stany Zjednoczone | Holiday Streaming Songs        | Billboard     | 27                |
| Stany Zjednoczone | R&B Digital Song Sales         | Billboard     | 10                |
| Stany Zjednoczone | R&B Streaming Songs            | Billboard     | 6                 |
| Stany Zjednoczone | R&B/Hip-Hop Digital Song Sales | Billboard     | 23                |
| Stany Zjednoczone | R&B/Hip-Hop Streaming Songs    | Billboard     | 6                 |
| Stany Zjednoczone | Rolling Stone Top 100          | Rolling Stone | 28                |
| Stany Zjednoczone | Streaming Songs                | Billboard     | 27                |

## Interpretacje
Powstało wiele przeróbek utworu „This Christmas”, głównie w wykonaniu wykonawców popowych i R&B, takich jak m.in. Aretha Franklin, Cee-Lo Green, Mary J. Blige, Chris Brown czy Jess Glynne. W 2015 roku w Polsce promowano wersję Seala.

## Wersja Christiny Aguilery
Około 2000 roku cover piosenki „This Christmas” nagrała amerykańska wokalistka Christina Aguilera. Wyprodukowany przez Rona Faira utwór znalazł się na trzecim albumie studyjnym artystki My Kind of Christmas, na którym zawarto nagrania z pogranicza muzyki bożonarodzeniowej oraz dance-popu. Płyta miała premierę 24 października 2000 roku i promowana była przez dwa single („The Christmas Song”, „Christmas Time”). Jesienią 2023 r. na singlu promocyjnym wydano też piosenkę „This Christmas”. Sony Music Solutions opublikowało singel w Japonii 10 listopada 2023.
Pozycje na listach przebojów
| Kraj/region | Notowanie (2023)       | Wydawca     | Najwyższa pozycja |
| ----------- | ---------------------- | ----------- | ----------------- |
| Dania       | Airplay Chart (Daily)  | Soundcharts | 53                |
| Dania       | Airplay Chart (Weekly) | Soundcharts | 80                |
| Kostaryka   | Airplay Chart (Daily)  | Soundcharts | 41                |
| Kostaryka   | Airplay Chart (Weekly) | Soundcharts | 92                |
| Tajwan      | Airplay Chart          | Soundcharts | 31                |

Sprzedaż i certyfikaty
| Kraj  | Wydawca      | Certyfikat | Sprzedaż | Przypis |
| ----- | ------------ | ---------- | -------- | ------- |
| Dania | IFPI Danmark | złoto      | 45,000+  | [ 9 ]   |

## Wersja Seala
Cover Seala miał premierę pod koniec 2015 roku i dotarł do miejsca pierwszego notowania Adult Contemporary tygodnika Billboard.
Lista utworów
| 1. | „This Christmas” | 3:30  |
|    |                  |       |
|    |                  | 03:30 |
|    |                  |       |